# Actocetor hova
Actocetor hova är en tvåvingeart som beskrevs av Giordani Soika 1956. Actocetor hova ingår i släktet Actocetor och familjen vattenflugor.
Artens utbredningsområde är Madagaskar. Inga underarter finns listade i Catalogue of Life.